# Lasiophila confusa
Lasiophila confusa är en fjärilsart som beskrevs av Otto Staudinger 1897. Lasiophila confusa ingår i släktet Lasiophila och familjen praktfjärilar. Inga underarter finns listade i Catalogue of Life.